# Фрейка, Йиржи
Йиржи Фрейка (чеш. Jiří Frejka; 6 апреля 1904, Утеховице, Австро-Венгрия (ныне район Пельгржимов, Край Высочина, Чехия) — 27 октября 1952, Прага) – чешский и чехословацкий театральный деятель, режиссёр, актёр, критик, театровед, 
теоретик театра, театральный педагог, переводчик, прозаик.
Один из создателей революционного театра в Чехословакии. Вместе с Ц. Гонзелем и Э. Бурианом считается представителям чешского театрального авангарда.

## Биография
Родился в семье егеря. 

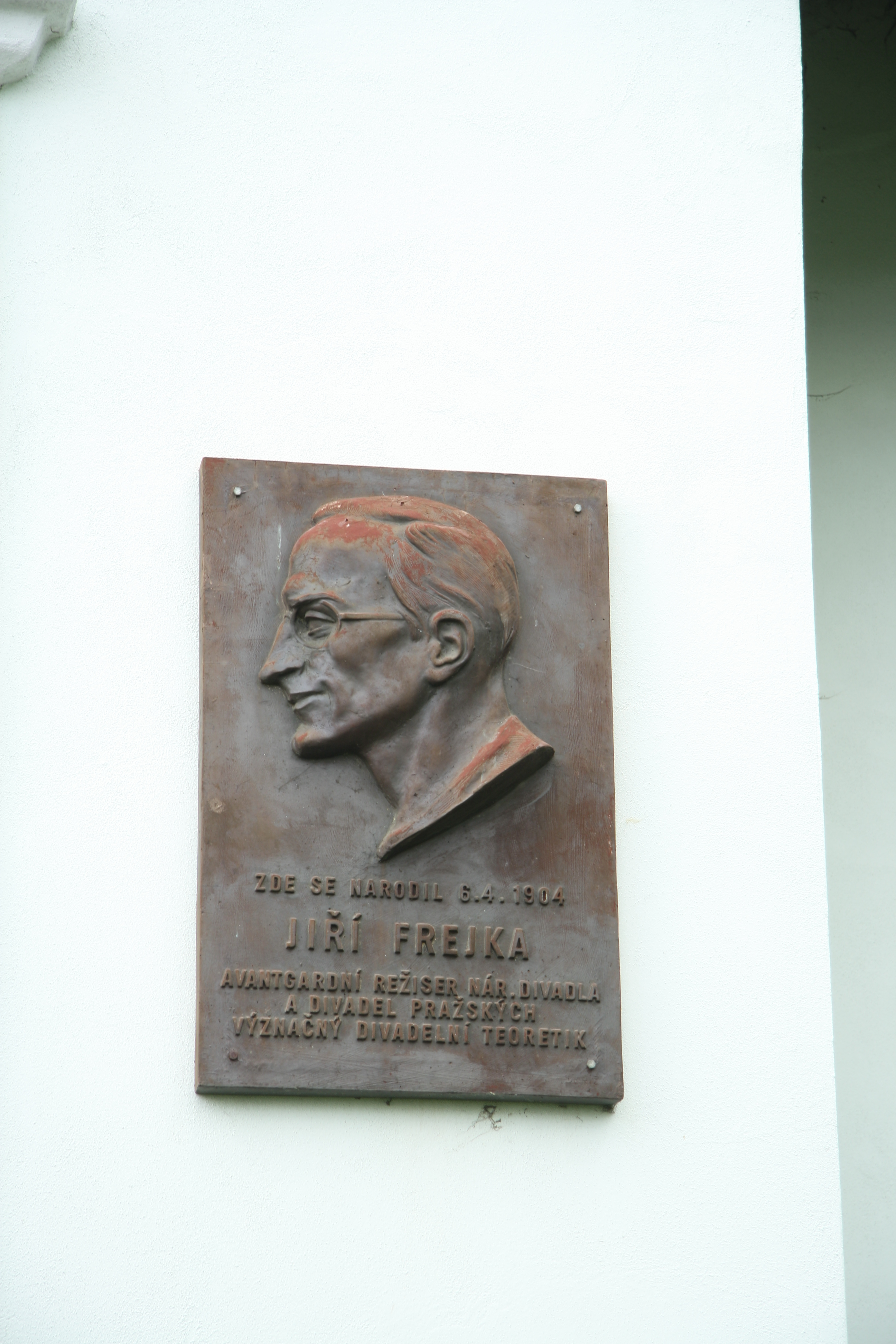
Мемориальная доска на родине Фрейка

Окончил философский факультет Карлова университета и драматическое отделение консерватории в Праге. 
В 1925 году стал соучредителем Освобождённого театра (Osvobozené divadlo ), принадлежал к группе чешских мастеров искусства-авангардистов Деветсил (Devětsil). В 1925 году поставил с выпускниками консерватории спектакль «Цирк Дандена» по пьесе Мольера «Жорж Данден», используя приёмы цирка и балагана. Эта работа стала частью программы чешского «театрального авангарда». Объединил группу артистической молодёжи в театральной секции, при организации революционно настроенных деятелей искусств «Деветсил».
В 1927– 1929 годах, как один из основателей, способствовал созданию театров «Дада» и «Модерн-студия». В поставленных там пьесах ориентировался на современную интерпретацию традиционных текстов, которые оживлял в духе лирико-поэтики и конструктивизма . В духе деструктивного дадаизма также ставил ревю, сатирические и пародийные пьесы.
Поиски новых театральных форм отразились на его спектаклях «Женщины на празднике Фесмофорий» Аристофана (1926, «Освобожденный театр») и др. 
В конце 1920-х — 1930-е годы работал в Национальном театре (с 1930 по 1956 год – директор театра), в 1945—1950 — руководитель  Театра на Виноградах в Праге. Отличался богатой, темпераментной и изменчивой фантазией сценического бытия. Часто критиковался за то, что был недостаточно политически активен для коммунистических чиновников, а в пьесах, которые он ставил, было слишком мало социалистических отсылок. Пытался создать независимый от политики театр, что в то время было невозможно.
Тяжелые условия во временя Второй Мировой войны сказались на здоровье Фрейка. К частым головным болям, мучившим его с начала тридцатых годов, добавились психологические проблемы. Справиться  с ними помогал себе, употребляя наркотики, которые принимал во всё возрастающих количествах. В конце войны активно участвовал в освобождении Праги во время Майского восстания 1945 года.
В 1946—1952 годах преподавал режиссуру в Академии исполнительских искусств.
В 1952 году покончил жизнь самоубийством.

### Избранные постановки
- Cyrk Dandin (Мольер, 1925)
- Romeo i Julia (Шекспир, 1929)
- Milenci z kiosku (В. Незвал , 1932)
- Ptaki (Аристофан, 1934)
- Jezero Ukereve (В. Ванчура, 1936)
- Rewizor (Гоголь, 1936)
- Zlý jelen (В. Клицпера , 1942)
- Strakonický dudák (Й. Тыл , 1943)

Оказал влияние на творчество Л. Пешека,